# 大果粗叶榕
大果粗叶榕（学名：Ficus hirta var. roxburghii）为桑科榕属下的一个变种。

## 扩展阅读
- 維基物種上的相關：大果粗叶榕